# Кругляковка
Кругляко́вка (укр. Кругляківка) — село,
Кругляковский сельский совет,
Купянский район,
Харьковская область, Украина.
Код КОАТУУ — 6323783201. Население по переписи 2001 года составляло 1173 (553/620 м/ж) человека.
Является административным центром Кругляковского сельского совета, в который, не входили другие населённые пункты.

## Географическое положение
Село Кругляковка находится на левом берегу Оскольского водохранилища,
выше по течению на расстоянии в 1 км расположено село Колесниковка,
ниже по течению примыкает село Загрызово,
на противоположном берегу — село Сеньково.
Через водохранилище есть мост.
В селе находится железнодорожная станция Сеньково.
Через село проходит автомобильная дорога Т-2109.

## История
Село был основано в 1700 году.
30 октября 2024 г. село было захвачено ВС РФ. Согласно заявлениям Минобороны РФ, соответствующим информации Института изучения войны, 1 ноября 2024 года Вооружённые силы РФ заняли село Кругляковка.

## Экономика
- Молочно-товарная и птице-товарная ферма находились в селе во времена СССР.
- Сельхозпредприятие «Маяк».

## Объекты социальной сферы
- Кругляковская амбулатория семейной медицины.

## Достопримечательности
- Братская могила советских воинов. Похоронено 113 воинов.
- Группа братских (4) и индивидуальных (2) могил советских воинов. Похоронено 93 воина.

## Известные люди
В селе родился Герой Советского Союза Егор Токарев.